# Siege Dome
Der Siege Dome (englisch für Belagerungskuppel) ist ein kleiner, eisbedeckter und 2100 m hoher Berggipfel in der antarktischen Ross Dependency. In der Commonwealth Range des Königin-Maud-Gebirges ragt er südlich des Kopfendes des Hood-Gletschers und südöstlich des Mount Patrick auf. 
Teilnehmer der New Zealand Alpine Club Antarctic Expedition (1959–1960) benannten ihn, nachdem sie bei der Einrichtung einer Landvermessungsstation hier einen achttägigen Schneesturm ausharren mussten.